# Ак-Кубек
Ак-Кубек (Ак Кобек, ног. Аккоьбек, тат. Aqkübәk, Аккүбәк) — астраханский хан (1532—33, 1545—46, 1547—50), старший сын сибирского хана Муртазы и внук хана Ахмата.
Воспользовавшись ослаблением Ногайской Орды при помощи черкесов в 1532 г. отнял престол у Касима. Проводил политику укрепления ханства. В 1533 г. был свергнут Абдул-Рахманом. В 1545 г. вернул власть. В 1546 г. был свергнут и игнан своим родным племянником Ямгурчи, но в 1547 при помощи крымского хана Сахиба I Гирея вернул себе власть. Впоследствии был низложен Ямгурчи при поддержке русского правительства.
Оставил сына Абдуллу и дочь, выданную за Ак-мурзу, сына ногайского князя Юсуфа.